# Cristian Bordei
Cristian Bordei (n. 26 august 1967, Iclod, Cluj, România) este un senator român, ales în 2020 din partea PLUS. 